# Pseudostrongyloides ophidia
 Pseudostrongyloides ophidia  ist eine Art der Spulwürmer (Ascaridida), der bei Schlangen parasitiert. Nachweise gibt es für die Nördliche Bronzenatter (Dendrelaphis calligaster), für Tropidonophis hypomelas und Acutotyphlops subocularis auf Neubritannien. Sie ist die einzige Art in der Gattung Pseudostrongyloides.

## Merkmale
Das Vorderende hat drei Lippen mit sechs Papillen. Der Ösophagus ist kurz und wird nach hinten allmählich dicker. Das Hinterende ist kegelförmig und trägt eine Schwanzspitze. Die Kutikula ist über die gesamte Länge fein gestreift. Die Ausscheidungspore liegt etwa 0,5 mm hinter dem Vorderende. Die Erstbeschreibung basiert nur auf juvenilen Larvenstadien, die zwischen 36 und 49 mm lang waren. Kreis konnte weder einen Nervenring noch Geschlechtsorgane finden. Gerhard Hartwich hat die Gattung nicht in die CHI keys aufgenommen.